# Serieåret 1912

## Händelser

### Januari
- Knut Stangenberg, "Stang", skapar den svenska serien Fridolf Celinder. Den har premiär i januari 1913 i tidningen Allt för Alla.

## Födda
- 1 januari – Tony Weare (död 1994), brittisk serietecknare.
- 2 februari – Creig Flessel (död 2008), amerikansk serieskapare.
- 2 maj – Marten Toonder (död 2005), nederländsk serietecknare.
- 16 juni – Albert Chartier (död 2004, kanadensisk tecknare.
- 26 september – Don Rico (död 1985, amerikansk serieskapare.
- Okänt datum – Kim Yong-hwan, koreansk serietecknare (manhwa).